# Kujtim Majaci
Kujtim Majaci (* 20. März 1962 in Fier; † 14. Juli 2009 ebenda) war ein albanischer Fußballspieler.

## Karriere

### Verein
Majaci begann seine Karriere 1976 im Jugendverein von KF Apolonia Fier. Bereits 1980 wurde er in die erste Mannschaft berufen, für die er bis 1992 aktiv war.
Fier war 1980 in die zweitklassige Kategoria e dytë abgestiegen. Unter Majaci gelang 1985 der Wiederaufstieg. Der junge Majaci erzielte in der Saison 1985/86 20 Tore und wurde Torschützenkönig der Meisterschaft, die der Aufsteiger auf dem siebten Rang beendete. In der Saison 1987/88 wurde Apolonia vierter in der Meisterschaft. Dies gelang erneut in der Saison 1988/89, womit sich Apolonia für den UEFA-Pokal 1989/90 qualifizierte (zwei Niederlagen in der ersten Runde gegen AJ Auxerre).

### Nationalmannschaft
Zwischen 1989 und 1990 absolvierte Majaci drei Länderspiele für die albanische Fußballnationalmannschaft. Wie viele andere erfolgreiche Spieler, die nicht bei Hauptstadt-Clubs engagiert waren, wurde er von den Trainern der Nationalmannschaft erst spät berücksichtigt.
Sein Debüt gab er im Januar 1989 in einem Freundschaftsspiel gegen Griechenland. Sein letzter Einsatz für Albanien fand im November 1990 im Rahmen eines Qualifikationsspiels zur Europameisterschaft gegen Frankreich statt.

## Ehrung
Am 14. Juli 2009 verstarb Kujtim Majaci im Alter von 47 Jahren an einem Herzinfarkt am Strand von Seman bei Fier.
Fünf Jahre später wurde ihm zu Ehren am Hauptplatz von Fier eine Statue errichtet, und der albanische Staatspräsident Bujar Nishani verlieh ihm postum den Titel „Großmeister“. Der Journalist Namik Selmani würdigte ihn mit der Publikation des Buches „Die Legende Majaci“.
Majaci gilt als Legenda, als prägende Figur einer „goldenen Ära“ (Bujar Rama: Panorama Sport) seines Stammclubs.